# Ведровичи (Дятловский район)
Ве́дровичи (бел. Ведравічы) — деревня в Даниловичском сельсовете Дятловского района Гродненской области Белоруссии. Согласно переписи населения 2009 года в Ведровичах проживало 53 человека. Площадь населённого пункта составляет 81,07 га, протяжённость границ — 7,58 км.

## Этимология
Название деревни образовано от термина «ведрич» — речка с островами.

## География
Ведровичи расположены в 20 км к востоку от Дятлово, 154 км от Гродно, 5 км от железнодорожной станции Новоельня.

## История
В 1878 году Ведровичи — деревня в Дворецкой волости Слонимского уезда Гродненской губернии (32 двора, питейный дом). В 1880 году в деревне было 122 жителя.
Согласно переписи населения Российской империи 1897 года Ведровичи — деревня тех же волости, уезда и губернии (45 домов, 289 жителей). В 1905 году — 347 жителей.
В 1921—1939 годах Ведровичи находились в составе межвоенной Польской Республики. В 1923 году Ведровичи относились к сельской гмине Дворец Слонимского повята Новогрудского воеводства. В деревне насчитывалось 54 домохозяйства, проживало 288 человек. В сентябре 1939 года Ведровичи вошли в состав БССР.
В 1996 году Ведровичи входили в состав колхоза «Гвардия». В деревне насчитывалось 71 домохозяйство, проживало 155 человек.

## Памятные места
- Памятник землякам, погибшим в годы Великой Отечественной войны[3].